# Mandek (jezero)
Mandek je jezero koje se nalazi se u Bosni i Hercegovini, ispod zapadnih obronaka planine Tušnice kod Livna. Akumulirana voda koristi se za proizvodnju električne energije u HE Orlovac u Republici Hrvatskoj.

## Vanjske poveznice
- Videozapis: Jezero Mandek